# Кравченко, Василий Иванович (1923—1944)
Васи́лий Ива́нович Кра́вченко (22 марта 1923 — 29 июля 1944) — участник Великой Отечественной войны, командир стрелкового взвода 837-го стрелкового полка 238-й стрелковой дивизии 50-й армии 2-го Белорусского фронта, Герой Советского Союза (1945), гвардии лейтенант.

## Биография
Родился 22 марта 1923 года в селе Годуновка (ныне — Яготинский район Киевской области Украины) в семье крестьянина. Украинец. Окончил 8 классов в родном селе и школу ФЗУ в Запорожье.
Работал слесарем-инструментальщиком на заводе в Запорожье.
В начале Великой Отечественной войны вместе с заводом эвакуировался за Волгу.
В Красную Армию призван в 1942 году Ленинским РВК, Горьковская область, город Горький.
С июня 1942 года в боях Великой Отечественной войны на Воронежском, Юго-Западном, Западном, Белорусском фронтах.
В 1943 году в боях за Калугу в составе Западного фронта был тяжело ранен осколком в ногу, в том же году окончил курсы младших лейтенантов.
В ночь на 29 апреля 1944 года в районе деревни Красница Быховского района Могилёвской области Белоруссии немецкая разведгруппа в количестве 35 человек напала на наше боевое охранение. Стрелковый взвод под командованием гвардии лейтенанта Кравченко находившийся в боевом охранении на соседнем участке, вступил в бой совместно с соседями по отражению вражеского нападения, в результате боя было уничтожено до 20-ти немецких разведчиков, и двое раненых были захвачены в плен, вражеская разведгруппа была вынуждена отойти.
Приказом по 238-й СД № 0176 от 11.06.1944 гвардии лейтенант Кравченко награждён орденом Красной Звезды.
Особо отличился во время Белорусской операции. 25 июня 1944 года командир взвода Кравченко заменил выбывшего из строя командиры роты, вместе с ротой переправился через реку Реста и лично уничтожил 7 немецких солдат, двух захватил в плен. Через два дня, 27 июня, рота под командованием лейтенанта Кравченко в числе первых подразделений преодолела реку Днепр южнее Могилёва, захватила плацдарм и овладела высотой являющейся удобной позицией для штурма Могилёва. Все попытки врага занять высоту были отбиты. 28 июня 1944 года войска 50-й армии 2-го Белорусского фронта штурмом взяли Могилёв.
2 июля 1944 года Кравченко был представлен к званию Героя Советского Союза.
Погиб в бою 29 июля 1944 года у деревни Вылудки (23 км северо-западнее города Сокулка), ныне Сокульский повят, Подляское воеводство, Польша, где и был похоронен в братской могиле.

24 марта 1945 года Указом Президиума Верховного Совета СССР за образцовое выполнение боевых заданий командования на фронте борьбы с немецко-фашистскими захватчиками и проявленные при этом мужество и героизм младшему лейтенанту Кравченко Василию Ивановичу присвоено звание Героя Советского Союза с вручением ордена Ленина и медали «Золотая Звезда».

## Награды
- Медаль «Золотая Звезда» Героя Советского Союза (24.03.1945).
- Орден Ленина (24.03.1945).
- Орден Красной Звезды (11.06.1944).

## Память

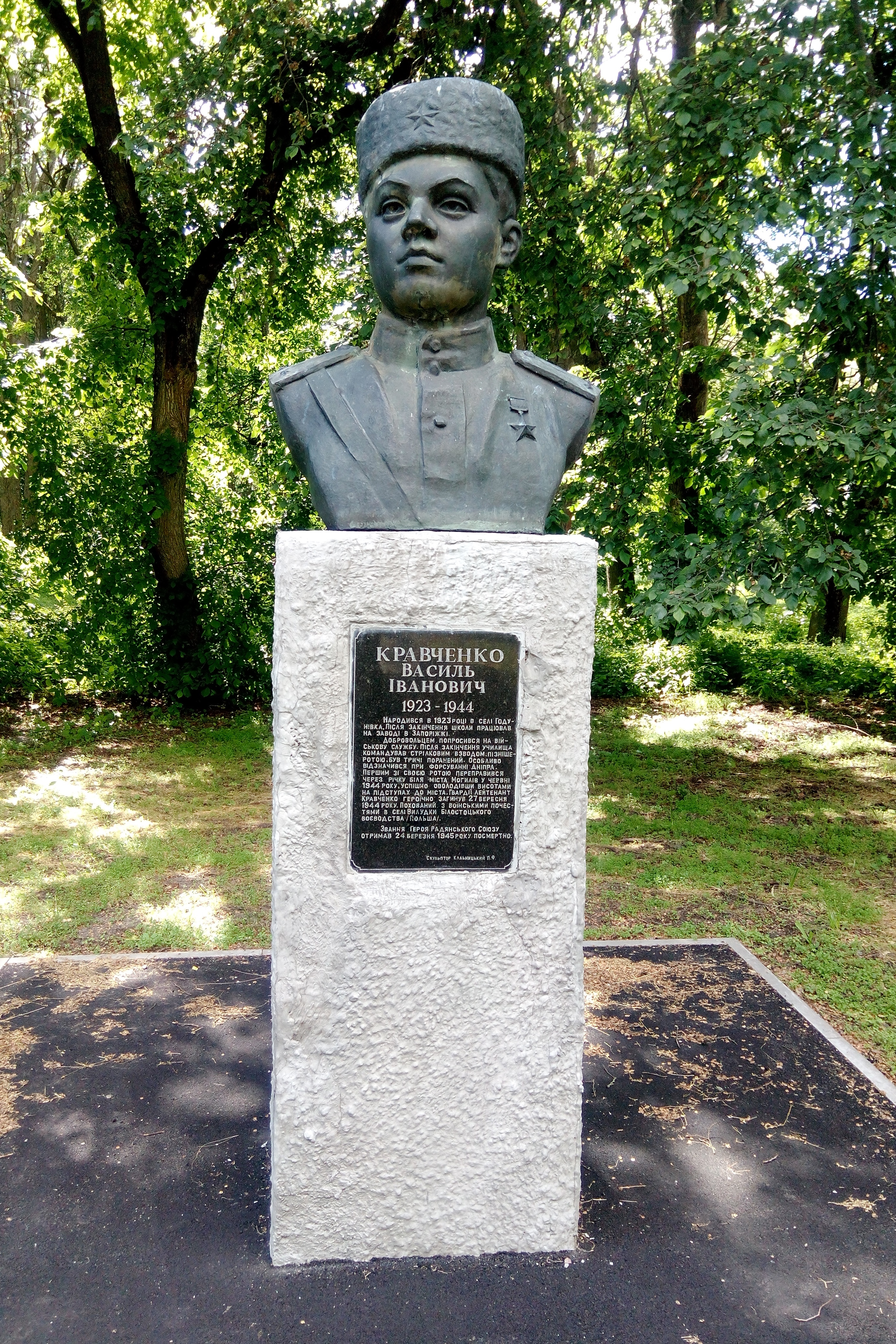
Бюст Василию Кравченко на Аллее Героев-земляков в Яготине

- Бюст Василию Кравченко на Аллее Героев-земляков в ЯготинеИмя Героя высечено золотыми буквами в зале Славы Центрального музея Великой Отечественной войны в Парке Победы города Москва.
- В родном селе Годуновка Яготинского района Герою установлен памятник, на здании школы, в которой он учился, — мемориальная доска.
- Бюст В. И. Кравченко установлен на аллее Героев в городе Яготин Киевской области Украины.